# Julianahof
Julianahof ist eine Wüstung auf dem Gemeindegebiet der Gemeinde Weigenheim im Landkreis Neustadt an der Aisch-Bad Windsheim (Mittelfranken, Bayern). Sie lag in der Gemarkung Schloß Frankenberg.

## Lage
Die Einöde lag auf einer Höhe von 335 m ü. NHN an einem kleinen Weiher der vom Hirschgraben gespeist wird (im Unterlauf Iff genannt), einem linken Zufluss des Breitbachs. Schloß Frankenberg befand sich etwa einen Kilometer nordwestlich. Heute erinnert noch der Flurname Julianahof an das Anwesen.

## Geschichte
Julianahof, auch Schwemmhof genannt, wurde 1575 erstmals schriftlich erwähnt. Das Anwesen wurde in der ersten Hälfte des 16. Jahrhunderts errichtet, lag zwischenzeitlich brach, so dass es Anfang des 18. Jahrhunderts neu errichtet werden musste. Von 1797 bis 1808 unterstand der „Neuhof bey Franckenberg“, wie das Anwesen damals genannt wurde, dem preußischen Justiz- und Kammeramt Uffenheim. 1806 kam der Ort an das Königreich Bayern. Mit dem Gemeindeedikt (frühes 19. Jahrhundert) wurde Julianahof dem Steuerdistrikt Nenzenheim und der Ruralgemeinde Geckenheim zugewiesen. Spätestens 1837 wurde Julianahof an die neu gebildete Gemeinde Frankenberg überwiesen. Diese wurde bereits vor 1846 wieder aufgelöst, und in der Folge kam Julianahof wieder an die Gemeinde Geckenheim. Um 1900 wurde Julianahof aufgegeben.

### Einwohnerentwicklung
| Jahr      | 001837 | 001840 | 001861 | 001871 | 001885 |
| Einwohner | 4      | 4      | 5      | 16     | 2      |
| Häuser    | 1      | 1      |        |        | 1      |
| Quelle    | [ 6 ]  | [ 7 ]  | [ 10 ] | [ 11 ] | [ 12 ] |

## Religion
Der Ort war evangelisch-lutherisch geprägt und nach St. Georg (Geckenheim) gepfarrt.